# دييان بويكوف
دييان بويكوف Dejan Bojkov (ولد في 3 يوليو 1977) لاعب شطرنج بلغاري يحمل لقب أستاذ كبير.
- نال لقب أستاذ كبير عام 2008.
- فاز ببطولة كندا المفتوحة للشطرنج عام 2011.
- عمل مدرباً للاعبة أنتوانيتا ستيفانوفا.
- من كتبه: دروس في تكتيكات الشطرنج عام 2010.

## وصلات خارجية
- دييان بويكوف على موقع الاتحاد الدولي للشطرنج (الإنجليزية)
- دييان بويكوف على موقع مباريات الشطرنج (الإنجليزية)
- دييان بويكوف على موقع 365Chess.com (الإنجليزية)
- دييان بويكوف على موقع Chesstempo.com (الإنجليزية)